# Július Torma
Július Torma (n. 7 martie 1922, Budapesta, Regatul Ungariei – d. 23 octombrie 1991, Praga, Cehoslovacia) a fost un boxer ce a reprezentat Cehoslovacia, medaliat olimpic. A participat la 3 ediții ale Jocurilor Olimpice (1948, 1952, 1956) în care a câștigat o medalie de aur.